# 11119 Taro
11119 Taro este un asteroid din centura principală de asteroizi.

## Descriere
11119 Taro este un asteroid din centura principală de asteroizi. A fost descoperit pe 9 august 1996 la Nanyo de Tomimaru Okuni. El prezintă o orbită caracterizată de o semiaxă mare de 2,44 ua, o excentricitate de 0,10 și o înclinație de 4,1° în raport cu ecliptica.